# Rufismus
Rufismus (von lateinisch rufus = rötlichbraun, rothaarig; englisch: rufous = fuchsrot) ist ein Begriff der Erbbiologie, der speziell auch in der Katzenzucht Anwendung findet.

## Geschichte
Rufismus wurde am Anfang der organisierten Katzenzucht, Ende des 19. Jahrhunderts, auch Flavismus, Isabellismus oder Chlorochroismus genannt. Der Begriff Rufismus wurde 1937 von William F. Reinig (1904–1980) geprägt.
Ursprünglich war er eine allgemeine Bezeichnung für Genwirkungen, die zum Verblassen des roten Pigmentes in ein gelbes, gelboranges, hellrosa, hellbraun führen. Zu den Abweichungen tragen viele Gene der Katze bei (Polygenie). Pathogenetisch handelt es sich um einen Ausfall im Bereich des Chromogenpigments, nicht der Chromogenbildung selbst (keine Tyrosinase-Blockade, Albinismus). Phänotypisch zeigt sich ein Spektrum von Gelbfärbungen. Es konnte geklärt werden, dass in diesem polygenen Komplex auch oligogene Wirkungen differenziert werden können.

## Zuchtbedeutung
Nachdem diese Wirkungen entdeckt wurden, ist man dazu übergegangen, den nichtidentifizierten „Rest“ der beteiligten Gene als Rufus-System zu bezeichnen. Es ist zu erwarten, dass man bei exakten Erhebungen weitere Rufus-Gene entdeckt. Innerhalb der Katzenzucht ist Rufismus, also die gelbe oder braune Farbtönung bei Silbervarietäten unerwünscht. Da bei roten und rot gestromten Katzen die rote Farbe intensiver und dunkler wirkt, ist Rufismus dort gerne gesehen.

## Weitere Beispiele
Rufismus kommt in der Natur häufiger vor. So finden sich in der Natur auch rufistische Landasseln oder Doppelfüßer, die als „Rufinos“ bezeichnet werden.